# Zurück ans Meer
Zurück ans Meer ist ein deutscher Fernsehfilm von Markus Imboden aus dem Jahr 2021, der im Auftrag des ZDF von der aspekt medienproduktion GmbH aus Hamburg produziert wurde. Das Psychodrama entstand nach einem Drehbuch von Fabian Thaesler. Die Hauptrollen sind mit Hannelore Hoger als Mutter und Nina Hoger als Tochter besetzt – in dieser Beziehung stehen beide auch im echten Leben zueinander. Der Film hatte auf dem 17. Festival des deutschen Films in Ludwigshafen seine Premiere und wurde im selben Jahr, am 4. Oktober 2021 im ZDF als Fernsehfilm der Woche erstmals ausgestrahlt.

## Handlung
Vor über zwanzig Jahren wurde Mara Breuer Opfer einer gewaltsamen Entführung in Dänemark und leidet seitdem unter einem schweren psychischen Trauma. Auch ihre Mutter Charlotte lässt das Geschehene nicht los. Dies belastet auch die Beziehung zu ihrer Tochter. Diverse Therapien konnten Mara bislang nicht helfen. In einer Klinik an der Ostsee soll nun ein letzter Versuch unternommen werden. Dort begegnet Charlotte auf der Strandpromenade zufällig einem Mann und glaubt in dessen Stimme den damaligen Entführer zu erkennen – der Mann ist der dänische Industrielle Kjell Mortensen. Die Mutter reist Mortensen nach und konfrontiert ihn mehrmals, allerdings erfolglos mit ihren Beschuldigungen. Sie bestalkt den Mann und wird deshalb sogar von der Polizei festgenommen. Ihr Versuch, dass gegen Mortensen ermittelt wird, scheitert allein an der Tatsache, dass Entführung nach 20 Jahren verjährt. Kurzerhand wird sie gegen den Peiniger ihrer Tochter am Ende sogar gewalttätig, sodass die Polizei sich mit Mortensen beschäftigen muss. In diesem Zusammenhang lernt sie den dänischen Rechtsanwalt Christian Johansen kennen. Anfangs gelingt es der Mutter nicht den Anwalt von ihren Theorien und Mutmaßungen zu überzeugen. Auch ihre Tochter wühlen diese Vorkommnisse mental sehr auf, zumal sie meint, dass Mortensen nicht der Entführer wäre und ihre Mutter sich irren würde. Charlotte Breuer bleibt bei ihrer Überzeugung und vermutet, dass ihrer Tochter direkte Erinnerungen an die damaligen Vorgänge fehlen, weil das was sie erlebt hat, vermutlich zu schockierend für sie war. Um sich zu erinnern, lässt Mara sich von Rechtsanwalt Johansen Zurück ans Meer bringen – dorthin, wo alles passiert ist. Zwar kommen ihre Erinnerungen nicht gleich zurück, aber Johansen beginnt dennoch allmählich an Mortensens Unschuld zu zweifeln. Einer von dessen Staranwälten macht ihm nämlich ein überraschendes Angebot: Man würde Charlotte Breuer nicht anzeigen, wenn sie im Gegenzug ihre Verleumdung einstellt. Das kommt für Charlotte aber nicht in Betracht: sie will den Prozess, egal mit welchen persönlichen Konsequenzen. Johansen recherchiert derweil über Mortensens damalige finanziellen Verhältnisse und findet heraus, dass dieser seinerzeit große Probleme hatte. Mara erinnert sich inzwischen, dass sie damals in eine Kiste gesperrt und allein gelassen wurde. Sie konnte sich nicht bewegen und litt in der Dunkelheit. Ihr ist es aber egal, ob jemand für die Tat verantwortlich gemacht wird, sie will nur ihr Leben wieder haben, denn sie fühlt sich noch heute wie in einer Kiste, bei der einfach niemand den Deckel aufmacht und Licht hinein lässt. Dabei hilft ihr am Ende die Konfrontation mit ihrem Peiniger, den sie in seinem Haus aufsucht und sie veranlasst ihre Mutter ihre Anschuldigungen zurückzunehmen, um nicht verurteilt zu werden. Erleichtert, die Wahrheit endlich gefunden zu haben, reisen Mutter und Tochter zurück nach Deutschland. Beide sind sich sicher, dass die Therapie diesmal gelingen wird.

## Produktion
Die Dreharbeiten zu Zurück ans Meer fanden im Zeitraum vom 10. September bis zum 11. Oktober 2019 unter anderem in Hamburg, Schleswig-Holstein und Kopenhagen statt.
Für den Ton zeichnete Andreas Pitann verantwortlich, für das Szenenbild Marion Strohschein, für das Kostümbild Anette Schröder und für die Maske Pia Karlotta Paprzik sowie Samira Ghassabeh. Die Kamera führte Martin Langer. Als verantwortlicher Redakteur zeichnete Pit Rampelt für das ZDF.

## Rezeption

### Einschaltquote
Die Erstausstrahlung von Zurück ans Meer am 4. Oktober 2021 wurde in Deutschland von 5,44 Millionen Zuschauern gesehen und erreichte einen Marktanteil von 19,3 % für das Zweite Deutschen Fernsehen.

## Kritik
Martina Kalweit von Tittelbach.tv meinte: „Mutter und Tochter leben mit den Folgen eines vergangenen Verbrechens. ‚Zurück ans Meer‘ (ZDF / aspekt medienproduktion) protokolliert ihren letzten Versuch, frei zu sein. Unter der Regie von Markus Imboden nach dem Buch von Fabian Thaesler spielen Hannelore und Nina Hoger viele Facetten von Wut & Trauer durch. Die Mutter macht Jagd auf den vermeintlichen Entführer und belastet damit das Verhältnis zur Tochter schwer. Doch Hilfe kommt auch von unerwarteter Seite. Stimmiges Schauspieler-Drama, das nicht zu tief taucht, aber bewegt.“
Bei Prisma.de urteilte Elisa Eberle: „‚Zurück ans Meer‘ ist ein bewegendes Drama, das vom intensiven Schauspiel der großartigen Hauptdarstellerinnen Hannelore und Nina Hoger lebt. Es sind vor allem die ruhigen, dialoglosen Szenen, die das Publikum unweigerlich in ihren Bann ziehen.“ „Es war – daran besteht kein Zweifel – somit eine goldrichtige Entscheidung der Produzentin Cornelia Wecker, die Hogers für diese Mutter-Tochter-Geschichte wieder vor der Kamera zu vereinen. Darüber hinaus setzte die 73-Jährige, die sieben Filme der legendären Bella-Block-Reihe betreute, auf ein altbewährtes Team:“
film-rezensionen.de schrieb: „Wegen der Mischung aus Verbrecherjagd und Therapiefilm gerät die intensive schauspielerische Leistung von Nina Hoger manchmal in den Hintergrund. Sie hat trotz ihrer Hauptrolle zu wenig Szenen, um den schwierigen Prozess der Heilung im Detail auszuloten. Stattdessen zwingen Drehbuch und Inszenierung sie in das Klischee der Unberechenbaren und Trotzigen, die sich endlich von der Mutter lösen muss. Das ist nicht fein genug austariert, um wirklich das ganze Dilemma auszubreiten zwischen einer Tochter, die sich gefangen fühlt, und einer Mutter, die ihr Kind in einer solchen Lage gar nicht loslassen kann.“
Kritiker der Frankfurter Rundschau befanden: „Hannelore Hoger und Nina Hoger beeindrucken in einem Psychodrama,“ „auch wenn Nina Hoger erst im letzten Drittel des Films zeigen darf, was in ihr steckt - beide Damen spielen nicht gegeneinander an. Die Krimi-Elemente im Film hingegen wirken ziemlich zusammengewürfelt, die deutschen Untertitel für dänisch gesprochene Szenen sind etwas störend.“